# Mayotte La Première (télévision)
Pour les articles homonymes, voir Mayotte La Première.
Mayotte La Première, ou Mayotte la 1ère, est une chaîne de télévision généraliste publique française de proximité de France Télévisions diffusée dans le département d'outre-mer de Mayotte.

## Histoire de la chaîne
RFO lance une chaîne de télévision à Mayotte le 21 décembre 1986 à 19 h en diffusant pendant trois à quatre heures par jour des programmes de la télévision française sélectionnés par RFO Paris puis envoyés sur cassettes enregistrées depuis La Réunion sous un délai de quinze jours. RFO Mayotte est née. Les programmes se composent de quelques feuilletons américains, de documentaires et d’émissions politiques.
En novembre 1988, la station RFO de Pamandzi s'équipe d'une parabole France Télécom permettant à RFO Mayotte de recevoir les émissions en direct depuis Paris par satellite. Cette révolution technique amène la chaîne à élargir sa plage de diffusion à sept heures par jour et entraîne un doublement du nombre de téléspectateurs sur l'île.
L'ancrage local de la chaîne s'affirme le 10 avril 1989 par la diffusion quotidienne d'un journal télévisé de cinq minutes traitant de l'actualité mahoraise.
Les années suivantes sont consacrées à l'amélioration de la couverture de l’île par l'ouverture d'un bureau décentralisé dans la Grande-Terre et d'un ré-émetteur au Madjabalini, permettant à plus de 90 % des habitations de recevoir les programmes de RFO.
Le 15 mars 1999, RFO Mayotte devient Télé Mayotte, à la suite de la transformation de RFO en Réseau France Outre-mer. Elle diffuse ses programmes 24 heures sur 24 depuis le 15 décembre 1999 en relayant les émissions de France Ô la nuit.
En juin 2007, vingt et un ans après son lancement, Télé Mayotte peut enfin être reçue sur tout le territoire de l'archipel.
La loi de réforme de l'audiovisuel no 2004-669 du 9 juillet 2004 intègre la société de programme Réseau France Outre-mer au groupe audiovisuel public France Télévisions dont dépend depuis Télé Mayotte. Son président, Rémy Pflimlin, annonce le 12 octobre 2010 le changement de nom du Réseau France Outre-mer en Réseau Outre-Mer 1re pour s'adapter au lancement de la TNT en Outre-Mer. Toutes les chaînes de télévision du réseau changent de nom le 30 novembre 2010 lors du démarrage de la TNT et Télé Mayotte devient ainsi Mayotte 1re. Le changement de nom fait référence à la place de leader de cette chaîne sur son territoire de diffusion ainsi qu'à sa première place sur la télécommande et sa numérotation en cohérence avec les autres antennes du groupe France Télévisions. Le 1er janvier 2018, à la suite d'un procès avec la chaîne Paris Première, Mayotte 1re devient Mayotte La Première.
Mayotte La 1re passe à la haute définition (HD) sur le satellite le 15 janvier 2020 et sur la TNT le 8 septembre 2020.

### Slogan
- « Le monde est couleurs » (1993-1997)

## Organisation

### Dirigeants
Directeurs régionaux :
- Hakime Ali Saïd 2021-2023
- Laurence Mayerfeld : 15/03/2004 - 04/09/2005
- Jean-François Moënnan : 05/09/2005 - 30/06/2008
- Jérôme Poidevin : 01/07/2008 - 2010
- Gérald Prufer
- Eric Baraud
- Toufaili Andjilani 2023 -

Directeur des antennes :
- Mohamadi-Youssouf Toumbou
- Gérard Guillaume
- Haloua Ahmed

#### Rédaction en chef
Rédacteur en chef :
- Gérald Prufer : 1998 - 1999
- Alexandre Rosada : 2002 - 2004
- Barnard Gouley
- Jean-Marc Party
- Alain Petit
- Henrifina Boinali
- Toufaili Andjilani
- Laini Said Hachim
- Ali Chamsudine
- Andry Rakotondravola

Rédacteur en chef adjoint :
- Abdou Kaphet Mohamed

- Misbahoudine Bacar

### Budget
Mayotte La 1re dispose d'un budget de 7,9 millions d’euros[Quand ?] versés par La Première et provenant pour plus de 90 % des ressources de la redevance audiovisuelle et des contributions de l’État français allouées à France Télévisions. Comme toutes les chaînes du groupe audiovisuel public, Mayotte La 1re est autorisée à diffuser de la publicité entre 6 h et 20 h, dont elle tire aussi une partie de ses ressources, plafonnées à 10 % afin de ne pas anéantir la concurrence.

### Missions
Les missions de Mayotte La 1re sont de produire des programmes de proximité, de participer à l’interrégionalité à travers la diffusion ou la coproduction d’émissions en collaboration avec Réunion La 1re, d'assurer une meilleure représentation de la vie sociale, culturelle, sportive, musicale et économique de Mayotte et à l'international par la coproduction de magazines et par le biais de France Ô.
Mayotte La 1re est membre de l'Association des Radios et Télévisions de l’Océan Indien (ARTOI), qui réunit cinq autres diffuseurs territoriaux : MBC (Maurice), ORTM (Madagascar), SBC (Seychelles), ORTC (Comores) et Réunion La 1re.

### Siège
Le siège de Mayotte La 1re se situe dans la commune de Mamoudzou en Grande-Terre, dans la ZAC du Soleil Levant.

## Identité visuelle
Lors de sa création le 21 décembre 1986, RFO Mayotte utilise l'habillage de la société nationale de programme RFO dotée d'une identité visuelle mettant en valeur
dans son logo sa dimension mondiale et dans son ouverture d'antenne l'avance technologique de sa diffusion par satellite. L'habillage change à nouveau en 1993, en s'inspirant de celui de TF1 dans la forme rectangulaire tripartite mais en adoptant trois nouvelles couleurs, le vert pour la nature, l'orange pour la terre et le soleil et le bleu pour la mer, qui resteront celles de la chaîne jusqu'en 2005.
Tout comme RFO, Télé Mayotte adopte le 23 mars 2005 l'identité corporate du groupe France Télévisions qu'elle a intégré durant l'été 2004, en utilisant le même code couleur que la chaîne France Ô, l'orange et le blanc, mais disposé sur deux trapèzes. Pour son passage sur la TNT le 30 novembre 2010, la chaîne se décline dorénavant sous le sigle « 1re » en référence à sa place de leader sur son territoire de diffusion et se dote de la même identité visuelle que les autres chaînes du groupe France Télévisions en adoptant un trapèze de couleur jaune faisant référence au soleil des territoires ultramarins.
Le 8 décembre 2017, France Télévisions dévoile les nouveaux logos de ses chaînes, qui ont été mis à l'antenne depuis le 29 janvier 2018.

### Logos

Logo de RFO Mayotte du 21 décembre 1986 à 1993
Logo de RFO Mayotte de 1993 au 1er janvier 1999
Logo de Télé Mayotte du 1er janvier 1999 au 22 mars 2005
Logo de Télé Mayotte du 23 mars 2005 au 29 novembre 2010
Logo de Mayotte 1re du 30 novembre 2010 au 28 janvier 2018
Logo de Mayotte La 1re depuis le 29 janvier 2018

## Programmes
Jusqu'au démarrage de la TNT en Outre-mer, les chaînes de télévision métropolitaines ne sont alors pas diffusées à Mayotte. Télé Mayotte diffuse alors un programme composé de productions propres donnant la priorité à la proximité, de programmes issus des autres stations RFO (information, magazines de RFO Paris). On compte surtout des rediffusions ou des reprises en direct des programmes des chaînes du groupe France Télévisions (journaux d'information, magazines, sport, fictions, jeux, films, divertissements et émissions pour la jeunesse), de TF1, d'ARTE et de producteurs indépendants.
Depuis le 30 novembre 2010 et l'arrivée des chaînes publiques métropolitaines, Mayotte 1re a dû accroître ses productions propres, avec 25 % de programmes locaux en plus, donnant la priorité à la proximité et traitant des problèmes économiques et sociaux de l’île (émissions spéciales, débats politiques, captation de spectacles, matches de football et de basket, fête de la musique, fêtes de fin d’année, fêtes de l’Ide El Fitr (fin de Ramadan) et le Festival interculturel du wadaha géant). La chaîne est désormais libre de choisir elle-même ses programmes et, grâce à l'augmentation de budget dont elle bénéficie, elle dispose des moyens nécessaires pour produire, coproduire et acheter. La possibilité de reprendre certains programmes des chaînes de France Télévisions reste toujours possible et les grands rendez-vous sportifs, notamment le football, le rugby, le tennis, le cyclisme sont désormais tous diffusés en direct par satellite depuis Paris.
Mayotte La 1re diffuse les programmes de France Ô pendant la nuit.

## Diffusion
Pendant 24 ans, la chaîne fut diffusée sur le réseau analogique hertzien VHF et UHF SECAM K’ de la collectivité via dix émetteurs TDF qui ont tous été éteints le 29 novembre 2011, date du passage définitif de Mayotte au tout numérique terrestre.
Mayotte La 1re est aujourd'hui diffusée dans le département de Mayotte sur le premier canal du multiplex ROM1 de la TNT sur onze émetteurs TDF (Bandraboua Handréma sur le canal 41, Bandrélé Mounyemdre sur le canal 27, Boueni Oungoujou sur le canal 27, Dzaoudzi La Vigie sur le canal 44, Kani Kéli Choungui sur le canal 44, Kani Kéli Vatounkaridi sur le canal 41, Koungou La Carrière sur le canal 44, Mamoudzou Kaouéni sur le canal 44, Mamoudzou Lima Combani sur le canal 27, Mtsamboro Madjabalini sur le canal 27 et Sada Moitsioni sur le canal 27) au standard UHF PAL MPEG-4 et au format 16/9 en 1080i (HD) depuis le 30 novembre 2010.
Elle est aussi diffusée par satellite sur CanalSat Réunion, Parabole Réunion et Freebox TV.
La chaîne émet en HD aussi bien sur la TNT que sur le satellite.